# Примоштен
Примоштен (хорв.  Primošten ) — город в Хорватии, в Северной Далмации, в Шибенско-Книнской жупании, на берегу Адриатического моря. Население — 2992 чел. (2001). В состав муниципалитета Примоштен также входит 6 сёл и деревень.

## Общие сведения
Примоштен расположен в 20 километрах к юго-востоку от столицы провинции — Шибеника, в 33 километрах к северо-западу от Трогира. Старый город находится на полуострове, а остальная часть тянется вдоль моря. Через город проходит Адриатическое шоссе, он связан регулярным автобусным сообщением с крупнейшими городами Хорватии.
Примоштен — один из важных туристических центров в Хорватии с развитой инфраструктурой.

## История
Первоначально был рыбацкой деревушкой на острове, соединённой с материком мостом, отчего и произошло его название. В XVI—XVIII веках принадлежал Венецианской республике. В это время сложился архитектурный ансамбль Старого города. С XVII века город защищала мощная стена с башнями. В 1542 Примоштеном пытались овладеть турки, но были отражены. После этого остров был соединён дамбой с материком. В 1564 город впервые упоминается под современным названием.
С 1960-х годов развивается как туристический центр. Также жители занимаются рыболовством, виноделием и выращиванием оливок.

## Достопримечательности

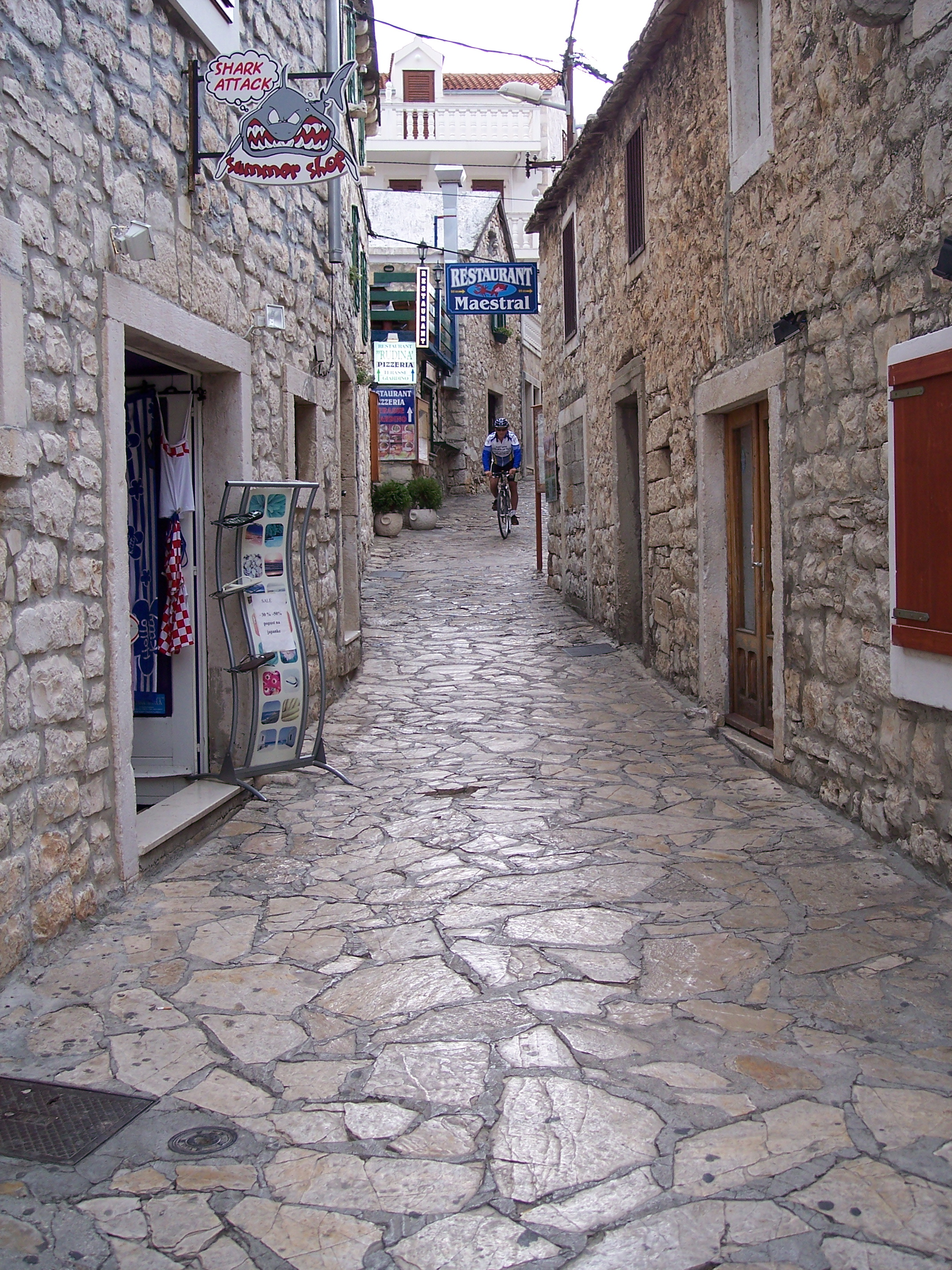
Примоштен. Улица Старого города

- Церковь Св. Георгия — построена в 1485 г., восстановлена в 1760 г. Расположена на самой высокой точке полуострова.
- Церковь Мадонны Милостивой — 1553 г.
- Часовня Сан-Рокко — 1680 г.
- Остатки крепостных стен — XVII век

Особенно Примоштен славится своими обширными и живописными виноградниками (изготовляется известное красное вино «Бабич»). В 2005 правительство Хорватии внесло виноградники Примоштена в кандидаты на занесение в список Всемирного наследия ЮНЕСКО. Фотография одного из виноградников Примоштена украшает стену здания ООН в Нью-Йорке.